# Kawanishi N1K2-J Shiden-Kai
Береговой перехватчик Молния-2  ВМС Императорской Японии  (яп. 局地戦闘機「紫電」/川西N1K2-J Кёкутисэнтоки Сидэн/Каваниси Эн-Ити-Кэй-Ни-Дзэй) — одноместный цельнометаллический истребитель-перехватчик берегового базирования ВМС. Разработан в авиационном КБ завода Каваниси под руководством С. Кикухары на базе перехватчика Молния среднепланной схемы. Принят на вооружение авиации ВМС в конце 1943 г., строился ограниченной серией. Строевой шифр Молния-2/Молния-М  (яп.  Сидэн-2/Сидэн-Кай). Условное обозначение РУ ВМС США Джордж (George).

## История

### Разработка низкоплана

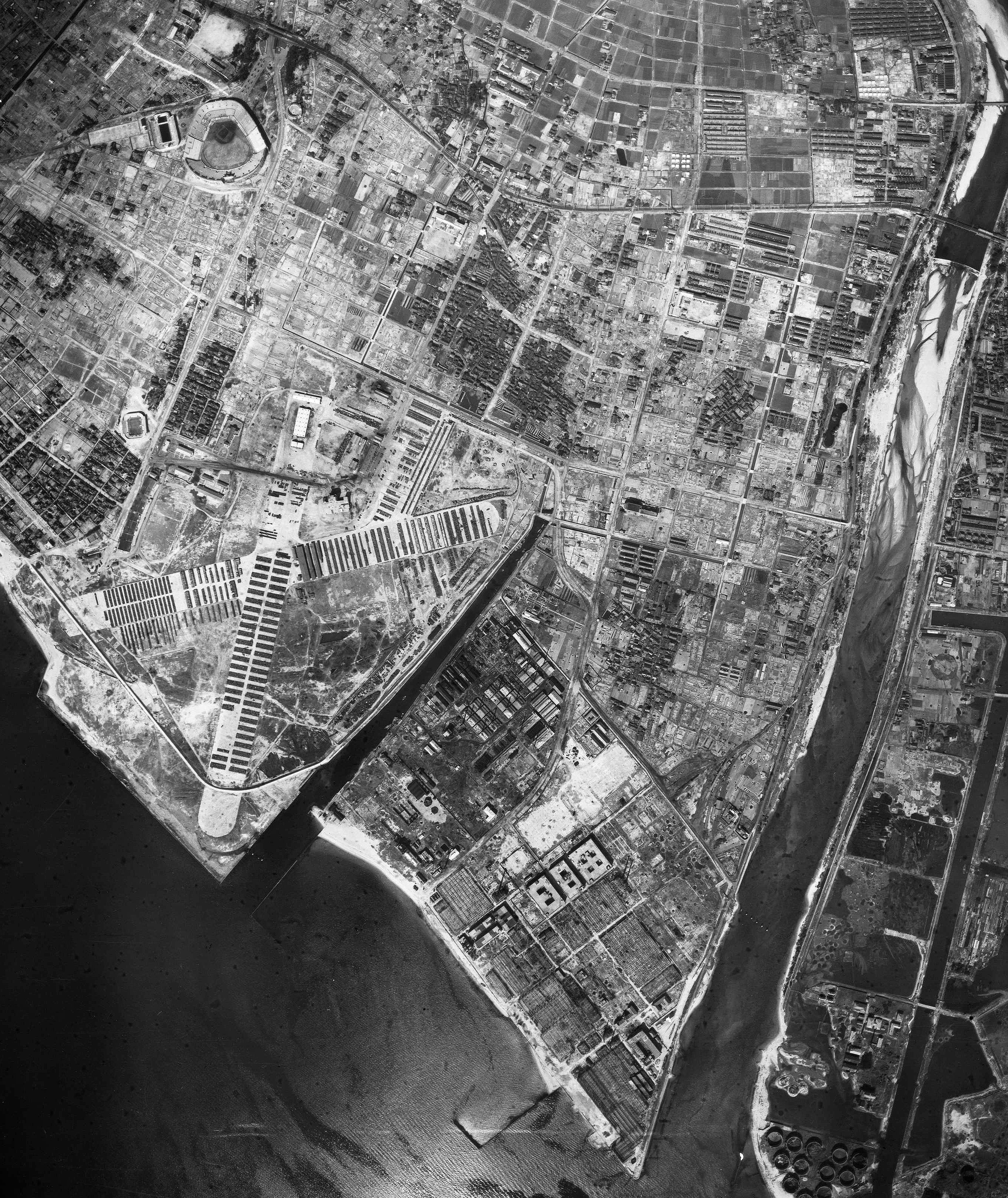
Авиазавод Каваниси и аэродром ВМС в дер. Наруо

Идея берегового перехватчика родилась у руководителя проектной группы КБ Каваниси С. Кикухара перед самым началом войны. Руководство КБ приняло решение об инициативной разработке перспективного истребителя, но новый проект столкнулся с предубеждением со стороны командования ВМС Императорской Японии . Когда война начала подступать к территории метрополии, новейший перехватчик ВМС Райдэн имел технические проблемы мощной силовой установки, а перехватчик ВМС И-0 был неспособен эффективно противостоять в воздухе новому поколению истребителей ВМС США. У командования ВМС возникла острая необходимость в мощном береговом перехватчике ПВО. Эту роль сыграл новый инициативный проект КБ Каваниси.
Сохраняя силовую установку и вооружение среднеплана, Молния-2 низкопланной схемы была в значительной степени новым проектом. При постройке особое значение придавалось технологичности и использованию малодефицитных материалов. Низкопланная схема позволила применить укороченные стойки без телескопических вставок. Была доработана конструкция фюзеляжа и перепроектирован стабилизатор, сухая масса снизилась на 240 кг. Семь опытных машин были закончены летом 1944 г., к осени завод Каваниси-Наруо начал серийную постройку. Доработки по результатам войсковых испытаний внедрялись непосредственно на серийных машинах. Положение ухудшилось, когда ВВС США начали стратегические бомбардировки промышленных объектов метрополии. Завод Каваниси-Наруо под удары не попал, но сильно пострадали производители комплектующих, что привело к нехватке алюминиевой штамповки, стальных поковок, комплектов двигателей и шасси.

### Спарка и опытные
В конце войны ВМС вели активную подготовку летчиков-истребителей для частей ПВО метрополии. Работы по спарке велись КБ № 1 ВМС (округ Иокосука) под шифром Молния-2УБ (N1K2-K). Кабина инструктора находилась сзади кабины летчика под общим фонарем. Машина имела полный набор пушечного вооружения (и синхронизированнуую пару АП-99 на части машин). Одной из опытных модификаций была Молния-3 (N1K3-J) с измененной центровкой и синхронизированной крупнокалиберной парой АП-3. Завод Каваниси-Химэдзи построил по паре береговых и корабельных машин с посадочным гаком. В конце 1944 г. началась работа над Молнией-4 (N1K4-J) с инжекторной Славой-2 (36 л, 2 тыс. л. с.), испытания прошла береговая пара и одна корабельная машина. Одной из попыток создать машину для перехвата дальней авиации США стала Молния-5 с Д-43 (МК9А) КБ Мицубиси (18 цил., 46 л, 2,2 тыс. л. с.). Одновременно ГУ авиации ВМС приняло решение решение о разработке высотной Слава-4 c трехскоростным компрессором (до 1,8 тыс. л. с. на 8 км), которая не была доведена. К лету 1945 г. несколько опытных Молний-5 были готовы на заводе Каваниси-Химэдзи, где были разрушены налетом дальней авиации США.

### Производство
Всего с опытными до конца войны было построено немногим менее 1,5 тыс. Молний-1 и Молний-2, из них около трехсот пятидесяти Молний-2 (до трехсот в Каваниси-Наруо, до сорока в Каваниси-Химэдзи, по десять на заводах Мицубиси-Цурасима и № 11 ВМС (округ Курэ), по одной на Аити-Эйтоку, Сода-Синонои и заводе № 21 ВМС (округ Сасэбо)).

## Модификации

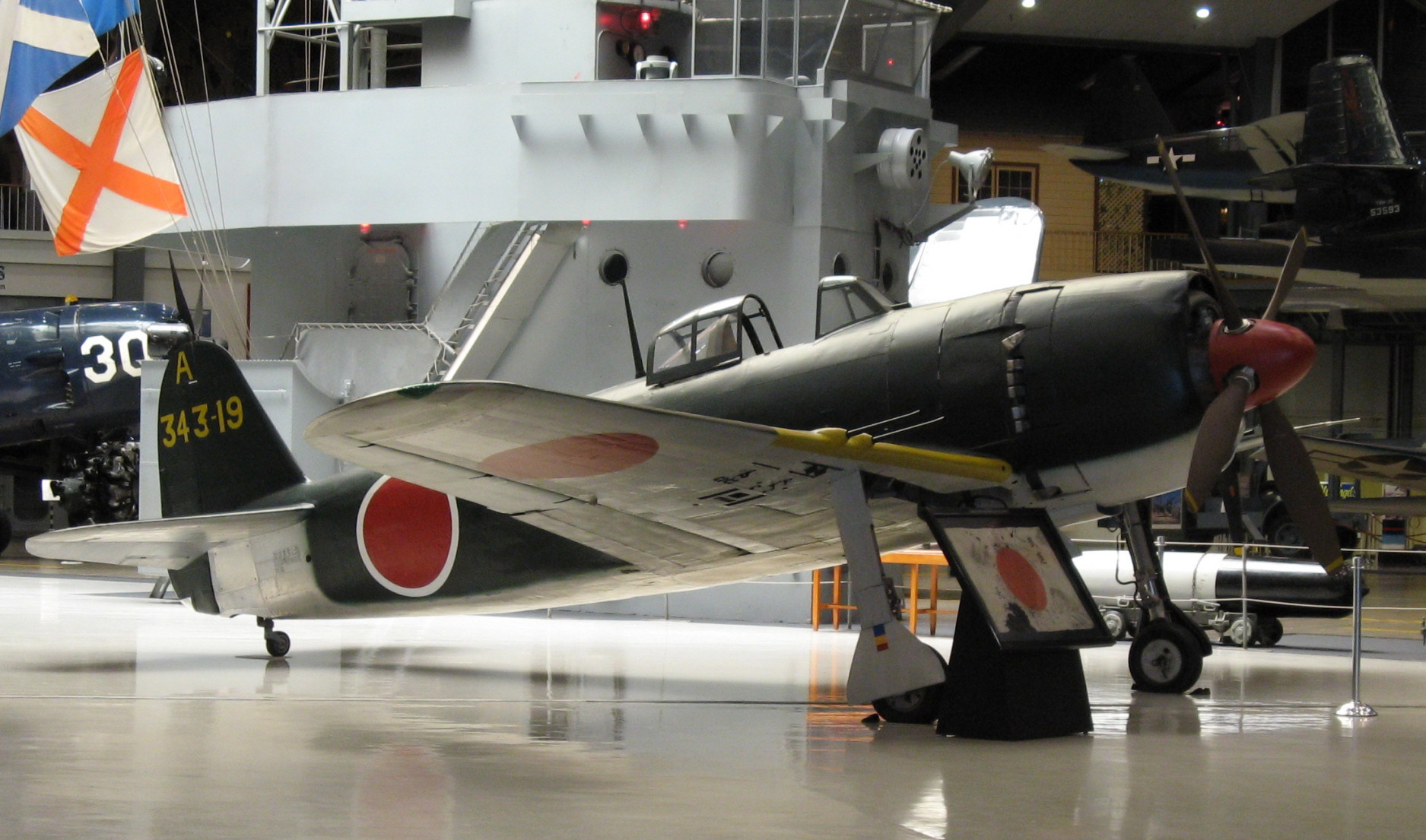
Молния-2 в Музее авиации ВМС США
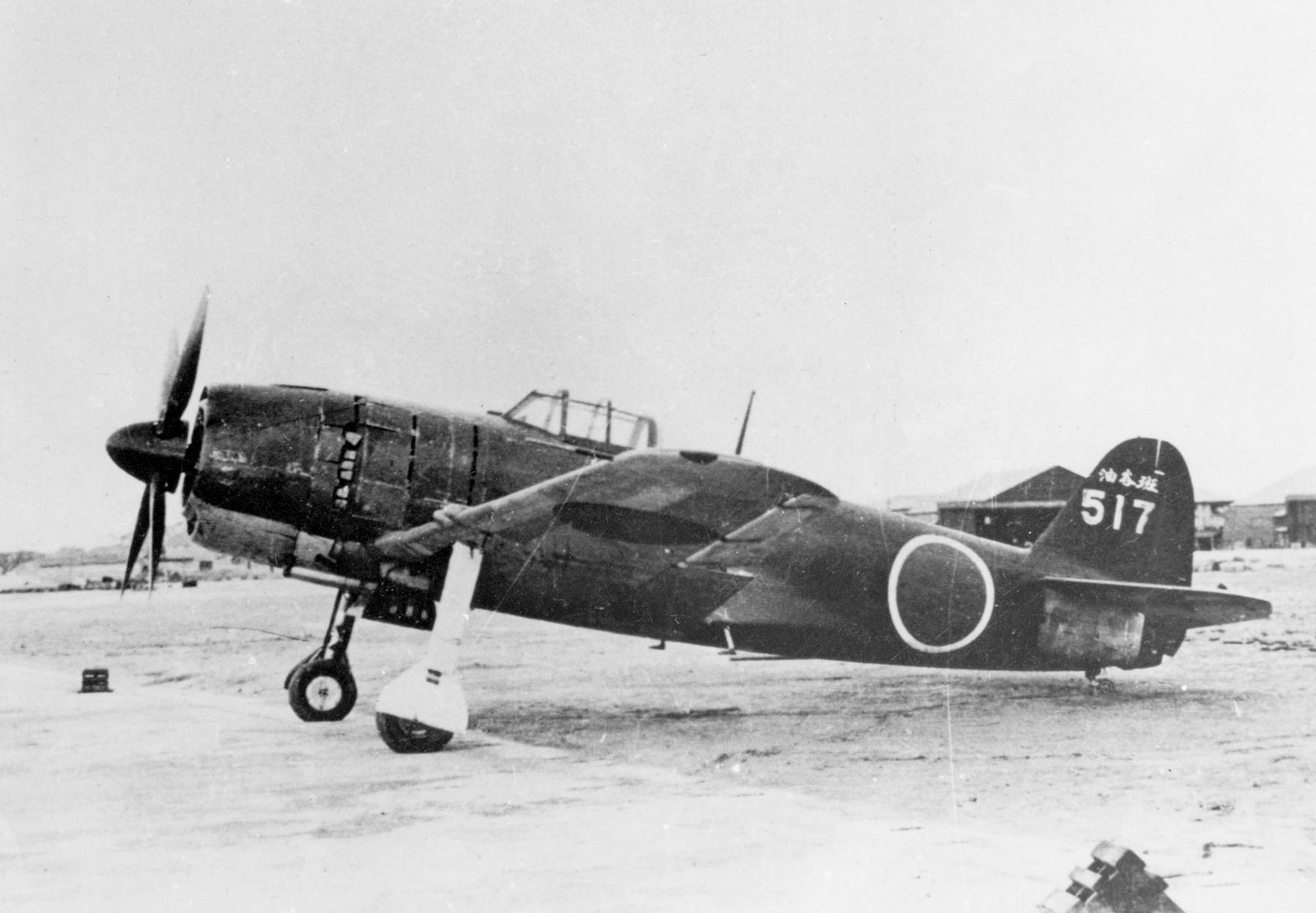
Опытная Молния-3 с гаком

- основная серия (100 ед.)[4]).
- средняя серия с доработанным стабилизатором (100 ед.)[4][5].
- спарка Молния-2УБ

#### Опытные
- Третья модификация с парой АП-3 (12,7 мм)

- пара с посадочным гаком для испытаний на АВ Синано (осень 1944 г.)

- Четвертая модификация с инжекторной Славой-2 (2 ед., № 517, 520, одна с посадочным гаком)[4][4]
- Пятая модификация с Д-43 КБ Мицубиси[4] (41 л, 2,2 тыс. л. с.). Не закончен.

#### Проекты
- В.х. (Высокие характеристики) с Д-45 (Славой-4)[4]
- Ст. — с применением конструкционной стали и удлиненным крылом[4].

## Характеристики
| Береговой перехватчик Молния-2 |                                   |            |
| Шифр ВМС (заводской)           | Молния-2 (N1K2-J)                 |            |
| Технические                    |                                   |            |
| Экипаж                         | 1 чел.                            |            |
| Длина                          | 9,4 м                             |            |
| Высота                         | 4 м                               |            |
| Размах крыла (площадь)         | 12 м (23,5 м²)                    |            |
| Нагрузка на крыло              | 166 кг/м²                         |            |
| Масса пустого (снаряженная)    | 2,7 т (4 т)                       |            |
| Силовая установка              |                                   |            |
| Двигатель                      | Слава-2                           |            |
| Объем                          | 36 л                              | 36 л       |
| Объем (мощность)               | 2050 л. с.                        | 2050 л. с. |
| Лётные                         |                                   |            |
| Скорость                       | 570 км/ч                          |            |
| Скороподъемность               | 20,3 м/с                          |            |
| Потолок                        | 10,8 км                           |            |
| Дальность                      | 2,4 тыс. км                       |            |
| Вооружение                     |                                   |            |
| Стрелковое                     | крыльевое 4 ед. АП-99             |            |
| Подвесное                      | пара пилонов (ОФАБ-250/ПТБ 400 л) |            |

## Боевое применение

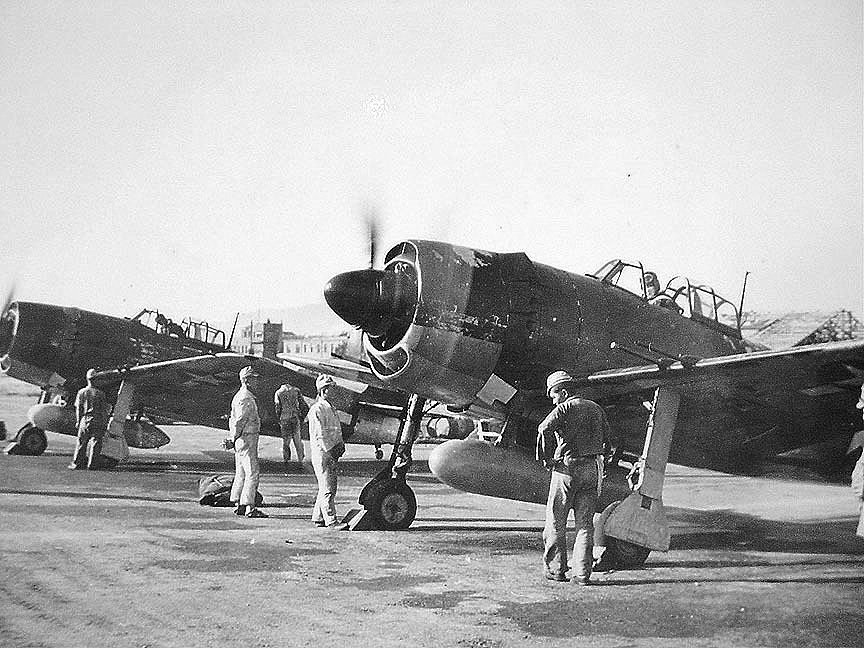
Техобслуживание на полевом аэродроме ВМС
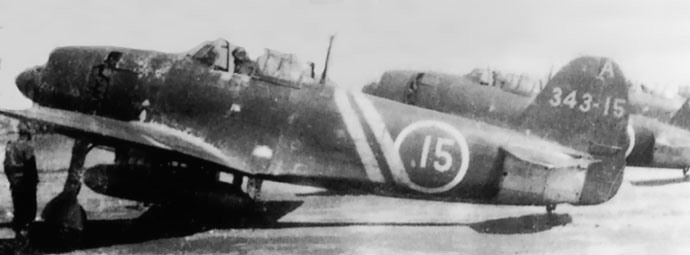
ИАП №343 (в/ч Мацуяма, весна 1945 г.)

Основным преимуществом перехватчика Молния-2 явилась возможность противостоять имевшиму подавляющее превосходство истребителю Р-51 с двигателем Роллс-Ройс. Благодаря наличию форсажа Молния-2 хорошо вела себя на малых и средних высотах, но не обеспечивала высотный перехват дальней авиации. В одном из боев машина ИАП № 343 (аэродром ВМС Оппама округа Иокосука) вступила в бой с 12 истребителями F6F ВМС США. Летчик К. Муто сбил четыре машины противника, вынудив остальных выйти из боя. После боя поврежденный перехватчик ушел на аэродром.